# 東心山徳幸
東心山 徳幸（とうしんやま のりゆき、1974年7月28日 - ）は、鹿児島県大島郡徳之島町出身で玉ノ井部屋に所属していた元大相撲力士。本名は廣田 徳幸（ひろた のりゆき）。最高位は西幕下10枚目（2000年9月場所、2001年1月場所）。

## 来歴
高校時代は鹿児島県の相撲大会で優勝の経験があった。高校時代は調理科に在学していたが、3年次に高校を中退して鹿児島県内の寿司屋に勤務開始。その後、玉ノ井部屋から勧誘を受け「上京のチャンスだ」という趣旨の言葉から入門を決意。1994年1月場所初土俵。初土俵同期は安壮富士、玉春日、成松勇起夫(智ノ花の従弟)。入門時は部屋の力士に敵わなかったというが、部屋の兄弟子である大日岳や後に出世頭となる弟弟子の栃東に刺激を受け、初土俵から所要11場所で幕下に昇進するなどそこまでの出世は速かった。東心山と栃東は同時に幕下昇進を果たしており、幕下以上が使用を許されるコートを栃東と一緒に作りに行ったことは東心山にとっては良い思い出である。ところが、その後番付は三段目上位から幕下中位を推移。最初は自身が張り合っていた栃東にも番付で水をあけられた。2000年9月場所、2001年1月場所は関取昇進に近い西幕下10枚目まで番付を上げたが、すぐに幕下中位に逆戻りしてしまった。関取を目指していた頃、武蔵川部屋に出稽古へ行っていたため13代玉ノ井に直訴して自分も出稽古に行かせてもらった。当時の武蔵川部屋の幕下には重ノ海、荒ノ波（現・世話人）、武蔵富士、番付を下げていた和歌乃山などが存在しており、そうした力士達と稽古を積んだ。
2009年1月場所を最後に幕下の地位には返り咲けず、力の衰えによって2010年5月場所に引退。本人は引退後に部屋への感謝と述べており、自分の至らない点を悔いている。
引退後、玉ノ井部屋の関係者が新規開店した飲食店を手伝い、2011年10月から部屋の元幕下の東桜山が店長を務める、足立区内のスーパー『生鮮市場 さんよう』の寿司職人となった。市場で仕入れた魚を捌いて寿司として加工する他、玉ノ井部屋に因んだセットを目玉商品としている。2012年の記事では自身の幼少期には全く馴染みの無かったファーストフード店を徳之島に出店するという本人の夢が語られた。また東桜山とともにお相撲さんドットコムに所属しタレント活動も行っている。

## 主な成績
- 2018年3月場所終了現在

通算成績：346勝333敗7休 (99場所)
| | 一月場所 初場所（東京） | 三月場所 春場所（大阪） | 五月場所 夏場所（東京）   | 七月場所 名古屋場所（愛知） | 九月場所 秋場所（東京）   | 十一月場所 九州場所（福岡） |
| --- | ----------------------- | ----------------------- | ------------------------- | --------------------------- | ------------------------- | --------------------------- |
| 1994年 （平成6年） | （前相撲）              | 西序ノ口48枚目 6–1      | 東序二段125枚目 6–1       | 西序二段47枚目 6–1          | 東三段目87枚目 4–3        | 東三段目68枚目 3–4          |
| 1995年 （平成7年） | 東三段目81枚目 3–4      | 西三段目100枚目 5–2     | 西三段目59枚目 5–2        | 東三段目31枚目 5–2          | 西三段目7枚目 4–3         | 東幕下55枚目 2–5            |
| 1996年 （平成8年） | 東三段目20枚目 3–4      | 東三段目35枚目 4–3      | 西三段目19枚目 5–2        | 西幕下56枚目 4–3            | 東幕下45枚目 3–4          | 西幕下55枚目 2–5            |
| 1996年 （平成8年） | 東三段目22枚目 5–2      | 東三段目35枚目 4–3      | 西三段目19枚目 5–2        | 西幕下56枚目 4–3            | 東幕下45枚目 3–4          | 西幕下55枚目 2–5            |
| 1997年 （平成9年） | 東三段目22枚目 5–2      | 西幕下60枚目 4–3        | 西幕下51枚目 4–3          | 西幕下41枚目 3–4            | 西幕下53枚目 3–4          | 東三段目4枚目 3–4           |
| 1997年 （平成9年） | 東三段目22枚目 5–2      | 西幕下60枚目 4–3        | 西幕下51枚目 4–3          | 西幕下41枚目 3–4            | 西幕下53枚目 3–4          | 東三段目4枚目 3–4           |
| 1998年 （平成10年） | 西三段目18枚目 5–2      | 西幕下52枚目 2–5        | 西三段目14枚目 6–1        | 東幕下41枚目 4–3            | 西幕下33枚目 4–3          | 東幕下28枚目 4–3            |
| 1999年 （平成11年） | 西幕下18枚目 3–4        | 東幕下25枚目 1–6        | 西幕下49枚目 4–3          | 東幕下40枚目 2–5            | 東幕下57枚目 5–2          | 東幕下40枚目 3–4            |
| 2000年 （平成12年） | 東幕下48枚目 5–2        | 東幕下30枚目 2–5        | 東幕下41枚目 2–5          | 東三段目4枚目 7–0           | 西幕下10枚目 3–4          | 西幕下16枚目 4–3            |
| 2001年 （平成13年） | 西幕下10枚目 2–5        | 西幕下24枚目 2–5        | 東幕下39枚目 4–3          | 西幕下31枚目 1–6            | 東幕下56枚目 5–2          | 東幕下36枚目 2–5            |
| 2002年 （平成14年） | 西幕下54枚目 6–1        | 東幕下24枚目 3–4        | 西幕下31枚目 1–6          | 西幕下59枚目 3–4            | 東三段目16枚目 6–1        | 西幕下39枚目 4–3            |
| 2003年 （平成15年） | 西幕下32枚目 5–2        | 東幕下20枚目 1–6        | 東幕下49枚目 4–3          | 西幕下41枚目 4–3            | 東幕下34枚目 4–3          | 西幕下28枚目 2–5            |
| 2004年 （平成16年） | 西幕下41枚目 5–2        | 西幕下22枚目 3–4        | 西幕下33枚目 4–3          | 東幕下27枚目 2–5            | 西幕下43枚目 4–3          | 西幕下38枚目 3–4            |
| 2005年 （平成17年） | 西幕下46枚目 4–3        | 東幕下41枚目 3–4        | 西幕下49枚目 3–4          | 東三段目筆頭 5–2            | 東幕下46枚目 4–3          | 西幕下40枚目 2–5            |
| 2006年 （平成18年） | 西三段目筆頭 3–4        | 東三段目12枚目 5–2      | 西幕下54枚目 4–3          | 東幕下44枚目 3–4            | 西幕下53枚目 4–3          | 西幕下44枚目 4–3            |
| 2007年 （平成19年） | 西幕下36枚目 1–6        | 西三段目7枚目 3–4       | 西三段目25枚目 4–3        | 東三段目14枚目 5–2          | 西幕下54枚目 1–6          | 西三段目25枚目 4–3          |
| 2008年 （平成20年） | 西幕下60枚目 5–2        | 西幕下37枚目 3–4        | 東幕下47枚目 2–5          | 西三段目7枚目 2–5           | 西三段目29枚目 休場 0–0–7 | 西三段目89枚目 7–0          |
| 2009年 （平成21年） | 東幕下58枚目 2–5        | 西三段目21枚目 2–5      | 東三段目43枚目 2–5        | 西三段目68枚目 5–2          | 西三段目39枚目 4–3        | 西三段目23枚目 4–3          |
| 2010年 （平成22年） | 西三段目12枚目 1–6      | 西三段目47枚目 2–5      | 東三段目22枚目 引退 1–6–0 | x                           | x                         | x                           |
| 各欄の数字は、「勝ち-負け-休場」を示す。 優勝 引退 休場 十両 幕下 三賞：敢=敢闘賞、殊=殊勲賞、技=技能賞 その他：★=金星 番付階級：幕内 - 十両 - 幕下 - 三段目 - 序二段 - 序ノ口 幕内序列：横綱 - 大関 - 関脇 - 小結 - 前頭（「#数字」は各位内の序列） |                         |                         |                           |                             |                           |                             |

## 改名歴
- 東心山 徳幸（とうしんやま のりゆき）1994年1月場所 - 2000年1月場所
- 廣田 徳幸（ひろた のりゆき）2000年3月場所 - 2000年5月場所
- 東心山 徳幸（とうしんやま のりゆき）2000年7月場所 - 2000年9月場所
- 東進山 徳幸（とうしんやま のりゆき）2000年11月場所 - 2001年11月場所
- 東心山 徳幸（とうしんやま のりゆき）2002年1月場所 - 2010年5月場所